# Castelo de Morioka

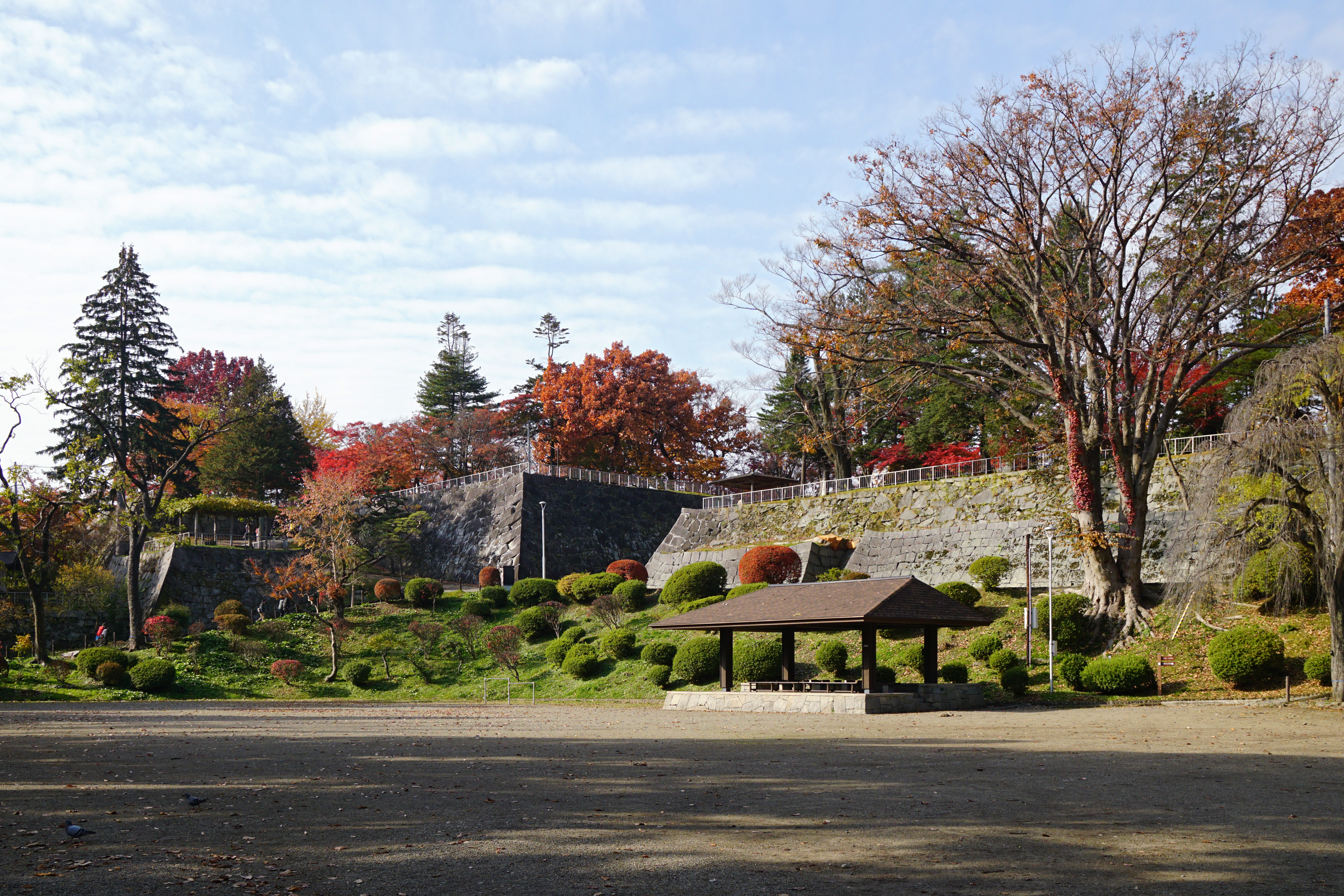
Muro de pedra do Castelo de Morioka

O Castelo de Morioka (盛岡城, Morioka-jō) é um castelo do Japão. Nele residia o Ramo Morioka do Clã Nanbu. Monumento indicado pelo país. É também conhecido como o Castelo de Kozukata (不来方城, Kozukata-jō), mas existe outro castelo com este mesmo nome.

## Informações gerais
O Castelo de Morioka é um castelo de monte plano com estilo de cercado contínuo, construído sobre um morro de granito no centro da Cidade de Morioka, Iwate, Japão. Este tinha como fossos externos o rio Kitakami ao norte e o rio Nakatsu ao sudeste. Há um cercado secundário posicionado ao norte da cidadela interna, e há uma ponte vermelha que cruza o fosso dividindo os dois. E ainda mais ao norte se encontra um terceiro cercado, e se encontra um Koshi no kuruwa (腰曲輪), um　Awaji maru (淡路丸) e um Sakakiyama kuruwa (榊山曲輪) cercando a cidadela interna.
Não se foi construída uma torre de menagem como um ato de humildade ao xogunato, sendo esta substituída por um torreão de três andares construído na base da torre de menagem.
O muro admirável de pedra montado com granito branco se destaca no meio dos castelos da região Tohoku, visto que a maioria destes têm fortes de barro. Os prédios começaram a ser desmontados no início do período Meiji, e as únicas construções que ainda restam nos nossos dias são um depósito com paredes grossas de argamassa que foi reconstruído no interior do castelo e um portão que parece ter sido reconstruído num templo Zen no interior da cidade. Mas, não há certeza de se esse portão foi o portão do castelo.
As ruínas do Castelo de Morioka agora são o que é o Parque de Iwate (岩手公園, Iwate Kōen) (veja abaixo para mais informações sobre seu apelido, Parque das Ruínas do Castelo de Morioka (盛岡城跡公園, Morioka-jō ato kōen)), e lá se encontram um monumento inscrito com um dos poemas de Kenji Miyazawa, que nasceu lá e realmente amava esse castelo, e um monumento em memória de Takuboku Ishikawa, inscrito com um de seus poemas, que é:
不来方のお城の草に寝ころびて空に吸はれし十五の心 ([Kozukata no oshiro no kusa ni nekorobite sora ni suwareshi jū-go no kokoro] Erro: {{japonês}}: o texto tem marcação itálica (ajuda))
(Português: Deito-me na grama no castelo de Kozukata, absorvido pelo céu; meu coração de quinze (anos)).

## História
A ser editado…

## Questão de trocar o nome do Parque de Iwate
A ser editado…